# Principio de Babinet

En física, el principio de Babinet es un teorema de difracción relativa que indica que el patrón de difracción por un cuerpo opaco, es idéntica a la de un agujero del mismo tamaño y forma, a excepción de la intensidad global del haz hacia adelante.
Los fenómenos de difracción e interferencia por detrás de obstáculos complementarios (por ejemplo: una rendija y un cabello) son de la misma forma alrededor de las imágenes centrales.
Este principio establece que una abertura y un obstáculo, de la misma forma geométrica y las mismas dimensiones e igualmente iluminados, producen el mismo patrón de difracción.
Consideremos un cuerpo negro cualquiera, es decir, un cuerpo que absorbe completamente la luz que cae sobre él. De acuerdo con la óptica geométrica, cuando se ilumina un cuerpo de estas características, se produce tras él una región de sombra geométrica, cuya sección transversal tiene un área igual al área del cuerpo en la orientación perpendicular a la dirección de incidencia de la luz. Sin embargo, la presencia de difracción hace que la luz que pasa cerca del cuerpo se vea en parte desviada de su dirección inicial. En consecuencia, a grandes distancias detrás del cuerpo no existirá sombra completa, sino que, además de la luz que se propaga en la dirección original, habrá también una cierta cantidad de luz que se propaga formando pequeños ángulos con dicha dirección. Es fácil determinar la intensidad de esta luz dispersada. Para ello, nótese que, de acuerdo con el principio de Babinet, la cantidad de luz desviada a causa de la difracción por el cuerpo considerado, es igual a la cantidad de luz que hubiera sido desviada por la difracción debida a una abertura practicada en una pantalla opaca, abertura cuya forma y tamaño fueran iguales a la sección recta del cuerpo. Pero en la difracción de Fraunhofer debida a una abertura, toda la luz que pasa por ella se ve desviada. De aquí se sigue que la cantidad total de luz dispersada por un cuerpo negro es igual a la cantidad de luz que cae sobre su superficie y es absorbida por ella.

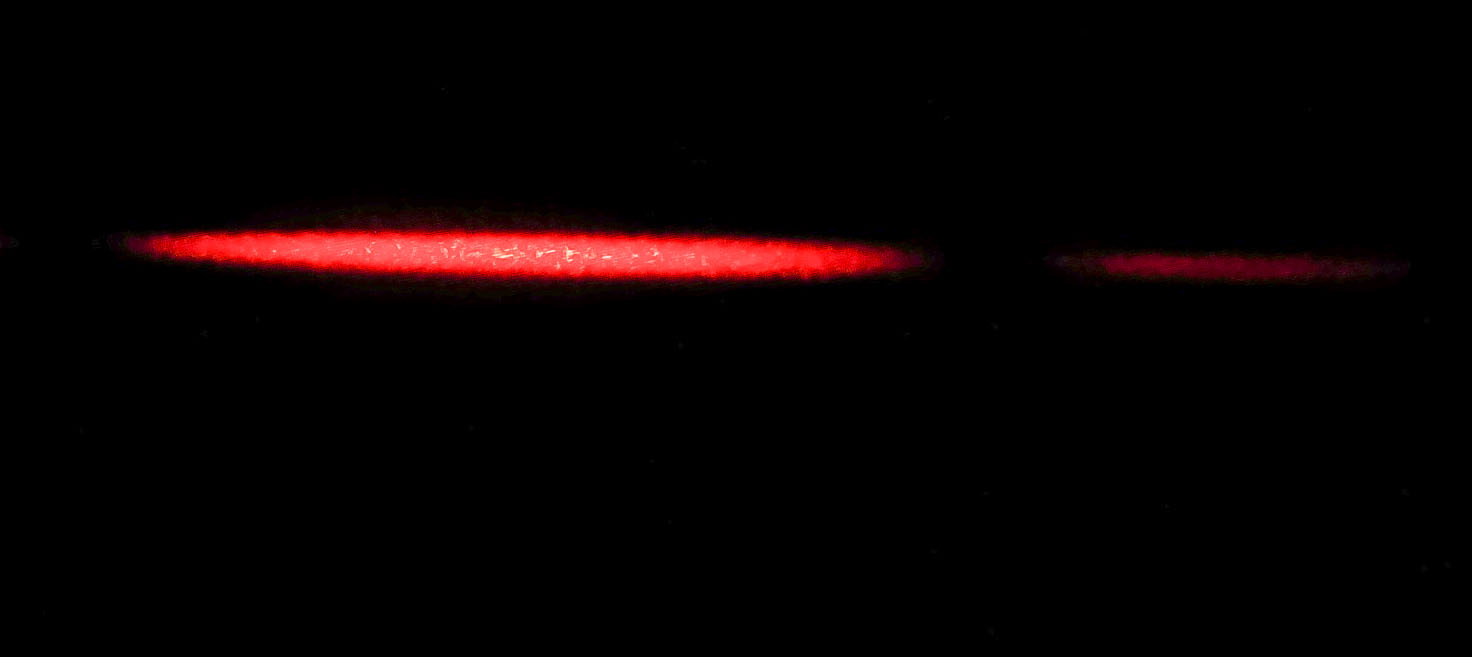
Láser difractado por una sola rendija.

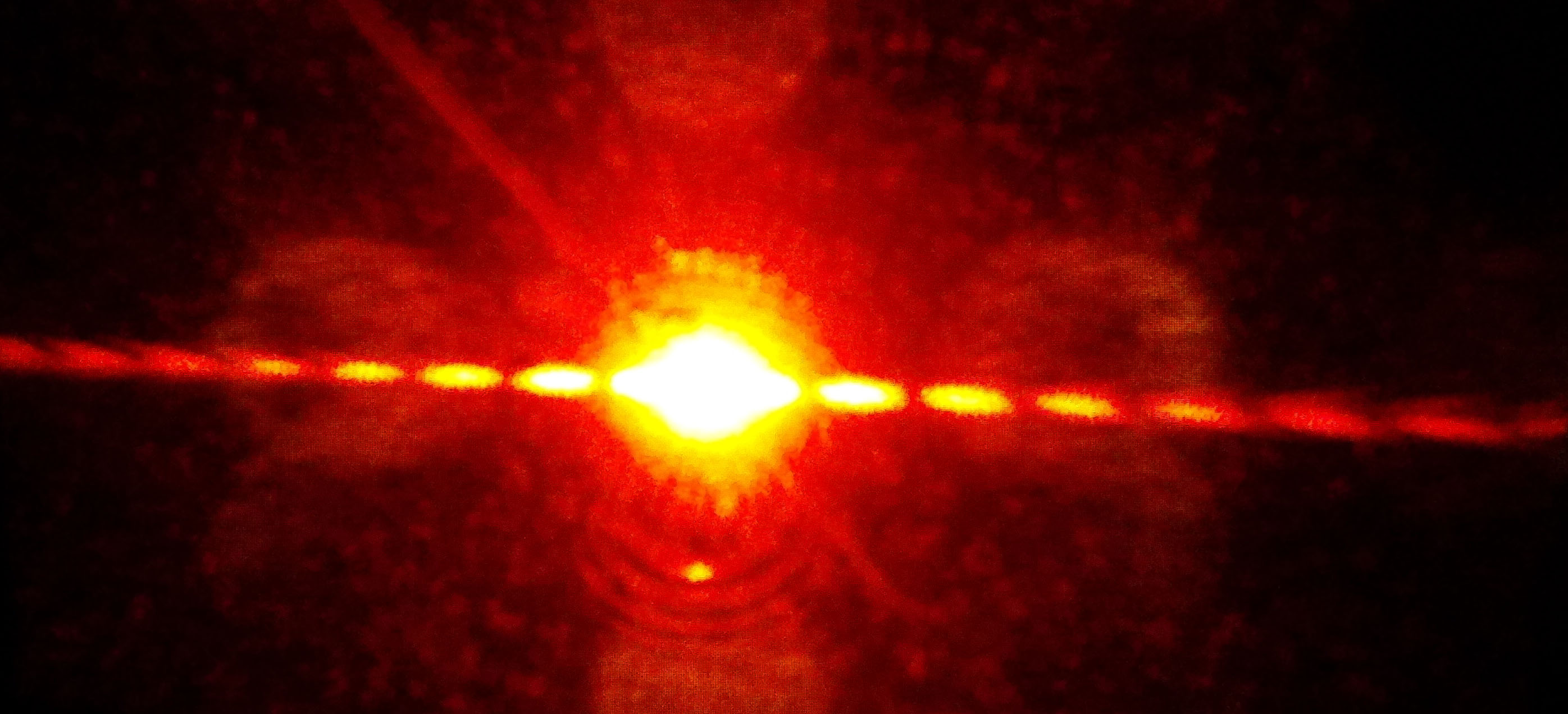
Láser difractado por una hebra de pelo.

## Explicación.
Supongamos que B es el cuerpo de difracción original, y B' es su complemento, es decir, un cuerpo que es transparente donde B es opaco, y opaco donde B es transparente. La suma de los patrones de radiación causados por B y B' debe ser el mismo como el patrón de radiación del haz sin obstrucciones. En los lugares donde no habría alcanzado el haz no perturbado, esto significa que los patrones de radiación causados por B y B 'deben ser opuesta en fase, pero iguales en amplitud.
Los patrones de difracción de aberturas o cuerpos de tamaño y la forma conocida se comparan con el patrón desde el objeto a medir. Por ejemplo, el tamaño de las células rojas de la sangre se puede encontrar mediante la comparación de su patrón de difracción con una serie de pequeños agujeros. Una consecuencia del principio de Babinet es una paradoja que en el límite de difracción, la radiación elimina de la viga debido a una partícula es igual a los tiempos de sección transversal doble de la de las partículas del flujo. Esto es porque la cantidad de radiación absorbida o reflejada es la misma que la cantidad difractada.
El principio se utiliza con mayor frecuencia en la óptica, pero también es cierto para otras formas de radiación electromagnética y es, de hecho, un teorema general de la difracción y es válido para todas las ondas. El principio de Babinet encuentra más uso en su capacidad para detectar la equivalencia de tamaño y forma.

## Demostración experimental
El efecto puede ser simplemente observado por el uso de un láser. En primer lugar un trozo de alambre delgado (aprox. 0,1 mm) o un cabello en el rayo láser y observar el patrón de difracción. Luego de observar el patrón de difracción cuando el láser se hace pasar a través de una rendija estrecha. La hendidura puede estar hecha ya sea mediante el uso de una impresora láser, o fotocopiadora para imprimir en una placa de plástico transparente, o utilizando un alfiler para dibujar una línea en un pedazo de vidrio que ha sido ahumado sobre una llama de la vela.

## Principio de Babinet en Estructuras de radiofrecuencia
El principio de Babinet se puede utilizar para encontrar impedancias complementarias. Estados el principio de Babinet (en óptica) que cuando se añade un campo detrás de una pantalla con una abertura para el campo de una estructura complementaria (es decir una forma que cubre el agujero pantalla), entonces la suma es igual al campo en el que no hay pantalla. La demostración se puede encontrar en cualquier buen libro óptica o de antenas (como Balanis, Krauss, Stuzman).
Tenga en cuenta que el principio de Babinet no tiene en cuenta la polarización. En 1946, HG Booker publicó Antenas y su relación a Complementarias Antenas de cables para extender el principio de Babinet para dar cuenta de la polarización (también conocida como la extensión de Booker).

## Fuente
- Óptica R.W. Ditchburn

editarial reverte, s. a.
- Hughes Chabot, « Jacques Babinet. Un savant vulgarisateur » en Aventures scientifiques. Savants en Poitou-Charentes du XVIe au XXe siècle, J. Dhombres, dir., Les éditions de l’Actualité Poitou-Charentes, Poitiers, 1995, 16-29. ISBN 2-911320-00-X
- Balanis, Teoría de la antena, tercera edición

- Datos: Q369535